# Sérgio Pereira da Silva Porto
Pour les articles homonymes, voir Porto (homonymie).
Sergio Pereira da Silva Porto, né le 19 janvier 1926 à Niterói (Brésil) et mort le 21 juin 1979 à Novossibirsk (URSS), est un physicien brésilien reconnu pour ses apports en spectroscopie,. Il a laissé son nom à la notation de Porto.
Sergio Porto effectue des études de chimie à l'université fédérale de Rio de Janeiro. Il part faire son doctorat aux États-Unis sous la direction de G. H. Dieke à l'université Johns-Hopkins, où il étudie les spectres des molécules d'eau et de dihydrogène. Son doctorat obtenu en 1954, il revient ensuite au Brésil où il enseigne la physique à l'Instituto Tecnológico de Aeronáutica (en) de São Paulo pendant 6 ans. En 1960, il retourne aux États-Unis et travaille pendant 7 ans dans les laboratoires Bell à Murray Hill dans le New Jersey. En 1967, il prend un poste de professeur de physique à l'Université de Californie du Sud. Il retourne au Brésil en 1973 pour rejoindre le nouvel institut de physique de l'Université d'État de Campinas.
Il meurt en 1979 alors qu'il participait à un congrès sur la physique des lasers à Novossibirsk.